# Мария Александровна Сакскобургготска
Мария Александровна Сакскобургготска (17 октомври 1853 – 24 октомври 1920) е велика руска княгиня и херцогиня на Единбург, съпруга на принц Алфред Сакскобургготски, херцог на Единбург.

## Произход
Великата княгиня Мария Александровна е родена на 17 октомври 1853 в Царское Село, Русия, като Мария Александровна Романова. Тя е втората дъщеря на руския император Александър II и съпругата му, принцеса Мария фон Хесен-Дармщат. Мария Александровна е леля на последния руски император, Николай II, който е убит заедно със семейството си през 1918 г.

## Херцогиня на Единбург
На 23 януари 1875 г. в Зимния дворец, Петербург, великата княгиня Мария Александровна се омъжва за херцога на Единбург, Алфред, който е втори син на кралица Виктория. Младоженците пристигат в Лондон на 12 март същата година. Бракът им обаче не е щастлив, а британското общество смята Мария Александровна за прекалено надменна. Освен това, настояването на Александър II дъщеря му да бъде титулувана като Нейно Имперско Височество, херцогинята на Единбург и да се ползва с предимство пред принцесата на Уелс ядосва кралица Виктория. Тя заповядва обръщението Нейно Кралско Височество Мария Александровна винаги да предхожда титлата Нейно Имперско Височество, която херцогинята на Единбург притежавала по рождение. Известно време Мария Александровна видимо недоволства, че принцесата на Уелс, тогава Александра Датска, се ползва с по-голямо предимство от нея – дъщерята на руския император. Поради тази причина към Мария се обръщали с титлите Нейно Кралско и Имперско Височество или Нейно Имперско и Кралско Височество, а кралица Виктория я удостоявала с внимание веднага след принцесата на Уелс.
След омъжването си за Алфред Мария Александровна пристига във Великобритания със зестра от 100 000 британски лири и годишна издръжка, отпускана от баща ѝ, в размер на 28 000 британски лири. От брака им се раждат пет деца.
На 22 август 1893 г. умира Ернст II, херцог Сакскобургготски. Следващият в линията на наследяване на престола на германското княжество Саксония-Кобург и Гота е принцът на Уелс, Едуард. Той обаче преотстъпва тази привилегия на брат си Алфред. Приемайки херцогската титла, Алфред се отказва от годишната си издръжка от 15 000 британски лири, които му се полагат от цивилната листа на британската кралица, и освобождава местата си в Камарата на лордовете на британския парламент и в Тайния съвет. След като съпругът ѝ става херцог Сакскобургготски, Мария Александровна получава и титлата херцогиня Сакскобургготска в добавка към титлата херцогиня на Единбург. Като съпруга на суверенен владетел на германско княжество Мария Александровна технически започва да се ползва с предимство пред етърва си, принцесата на Уелс, което е отразено и в протокола на тържествата по случай диамантения юбилей на кралица Виктория.
Най-големият им син принц Алфред Сакскобургготски се забърква в скандал, свързан с името на любовницата му, поради което прави опит за самоубийство по време на честването на 25-годишнината от сватбата на родителите му. Принцът оцелява, но обърканите му родители решават да го изпратят в Мерано, Италия, където да се лекува. Там той умира две седмици по-късно – на 6 февруари 1899 г.
На 30 юли 1900 г. в Кобург умира и съпругът на Мария Александровна, Алфред. Херцогската титла е наследена от племенника на Алфред, принц Чарлс Едуард, херцог на Олбъни. Като вдовстваща херцогиня Мария Александровна продължава да живее в Кобург. Херцогството престава да съществува през 1918 г.
Мария Александровна умира на 24 октомври 1920 г. в швейцарския град Цюрих, вероятно шокирана от получена телеграма, адресирана до нея като Frau Coburg (Госпожа Кобург). Мария Александровна е погребана в семейната гробница на херцозите на Саксония-Кобург-Гота близо до Кобург. На дъщеря ѝ Мария, кралица на Румъния, е забранено да присъства на погребението на майка си и да посещава Германия, поради факта, че Румъния е враг на Германия в Първата световна война.

## Деца
Мария Александровна и Алфред имат децата:
- Принц Алфред Сакскобургготски (1874 – 1899)
- Принцеса Мария Единбургска (1875 – 1938), омъжена за румънския крал Фердинанд I
- Принцеса Виктория Фьодоровна (1876 – 1936)
- Принцеса Александра Сакскобургготска (1878 – 1942)
- мъртвороден син (1879)
- Принцеса Беатрис Сакскобургготска (1884 – 1966)

## Титли
- 17 октомври 1853 – 23 януари 1874 – Нейно Имперско Височество, великата княгиня Мария Александровна
- 23 януаи 1874 – 22 август 1893 – Нейно Имперско и Кралско Височество, херцогинята на Единбург
- 22 август 1893 – 11 октомври 1905 – Нейно Имперско и Кралско Височество, херцогиня Сакскобургготска
- 11 октомври 1905 – 24 октомври 1920 – Нейно Имперско и Кралско Височество, вдовстващата херцогиня Сакскобургготска